# Vingt ans d'écart
Pour les articles homonymes, voir Vingt ans (homonymie).
Pour plus de détails, voir Fiche technique et Distribution.
Vingt ans d'écart est une comédie romantique française coécrite et réalisée par David Moreau, sortie en 2013.

## Synopsis
Alice Lantins (Virginie Efira), 38 ans, belle et ambitieuse, a tout pour être la prochaine rédactrice en chef du magazine Rebelle. Tout, sauf son image de femme coincée. Mais lorsqu'elle rencontre Balthazar (Pierre Niney), un jeune étudiant, le regard de son patron change du jour au lendemain. Croyant avoir trouvé la clef pour obtenir sa promotion, elle décide de feindre la comédie d'une improbable idylle. Cette idée va faire prendre conscience à Alice que le charme de Balthazar ne la rend pas si indifférente et qu'elle va devoir choisir entre l'amour qu'elle lui porte et son avenir professionnel.

## Fiche technique
- Titre original : Vingt ans d'écart
- Réalisation : David Moreau
- Scénario : Amro Hamzawi et David Moreau, d'après une idée originale d'Amro Hamzawi
- Décors : Jean Rabasse
- Costumes : Isabelle Pannetier
- Photographie : Laurent Tangy
- Son : Lucien Balibar
- Montage : Cyril Besnard
- Musique : Guillaume Roussel
- Production : Abel Nahmias
- Sociétés de production : EuropaCorp ; Echo Films (coproduction)
- Société de distribution : EuropaCorp Distribution
- Pays d'origine :  France
- Langue originale : français
- Format : couleur
- Genre : comédie romantique
- Durée : 93 minutes
- Dates de sortie : 
  - Belgique, France : 6 mars 2013
  - Québec : 25 décembre 2013[1]

## Distribution
- Virginie Efira : Alice Lantins
- Pierre Niney : Balthazar Apfel

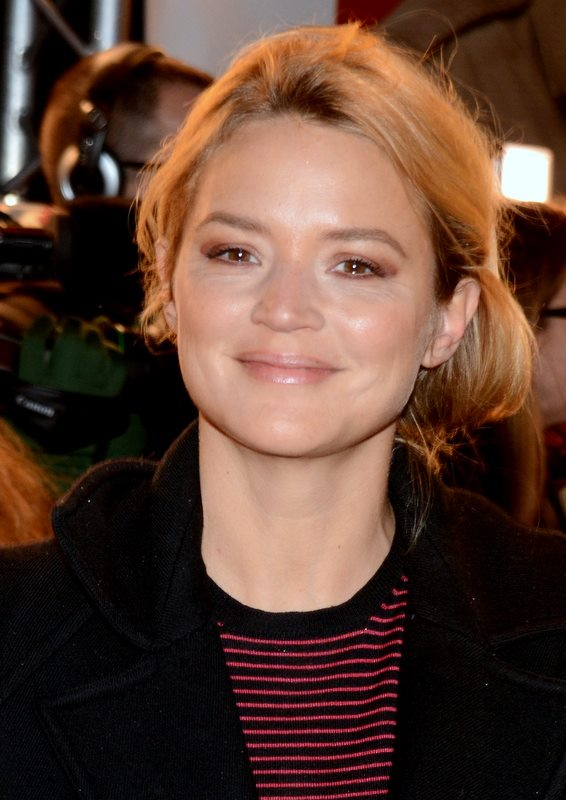
L'actrice principale Virginie Efira, en février 2014.

- Charles Berling : Luc Apfel, le père de Balthazar
- Gilles Cohen : Vincent Khan, le patron d'Alice, rédacteur en chef du magazine
- Camille Japy : Élisabeth Lantins, la sœur d'Alice
- Michaël Abiteboul : Simon Meyer, collègue et ami d'Alice
- Amélie Glenn : Lise Duchêne, la candidate québécoise au poste de rédactrice en chef
- Xavier Lemaître : Alain, le beau-frère d'Alice
- Louis-Do de Lencquesaing : Julien, l'ex d'Alice et père de sa fille
- Diana Stewart : Tracy Kimmel, la patronne du groupe
- Arthur Mazet : Guillaume, l'ami de Balthazar
- François Civil : le jeune dans l’amphithéâtre
- Blanche Gardin : la photographe, Patrick
- Jenna Azoulay : Zoé, la fille d'Alice
- Camille Pelicier : Pauline
- Camille Chalons : Fanny
- Aude Pépin : Flora, la réceptionniste
- Sophie-Marie Larrouy : Clémentine
- Ludovic Pinette : le petit chauve
- Chloé Marcq : Charlotte
- Pierre Khorsand : Stéphane
- Hervé-Pierre Gustave : Claude Mallé
- Luc Le Castrain : Théo
- Lucie Boujenah : Anissa
- Scali Delpeyrat : Richard, le gynécologue
- Angélique Pléau : Lila
- Merlin Mialon : le copain de Charlotte
- Augustin Bonhomme : l'étudiant
- Calixte Broisin-Doutaz : le petit Brésilien
- Alexandre Brik : l'homme en couleur
- Julia Dorval : la jolie blonde
- Michaël Cohen : l'invité de la soirée
- Soizic Belloti
- Benjamin Rolland : l'ancien camarade de lycée

## Production

### Développement
Le rôle d'Alice fut proposé sans succès à Sophie Marceau, Mathilde Seigner et Karin Viard[réf. nécessaire].

### Tournage

La scène de l’exposition d’art contemporain a été tourné au palais d'Iéna.

Certaines scènes du films ont été tournées dans la nef centrale et dans les bureaux de la Cité du cinéma de Luc Besson à Saint-Denis. Les scènes ayant pour cadre l'université fictive d'architecture où étudie Balthazar ont été tournées sur le campus et dans le bâtiment enseignement de l’École centrale Paris, à Châtenay-Malabry. Une scène a été tournée devant le lycée Michelet à Vanves, la production s'est servi de l'entrée annexe de l'établissement et non de la cour des Pyramides[réf. nécessaire].
Toutefois, l’essentiel des prises extérieures a eu lieu dans la capitale française :
- rue Saint-Victor (5e arrondissement de Paris) ;
- esplanade des Invalides (7e arrondissement) ;
- quai de Jemmapes (10e arrondissement) ;
- palais d'Iéna et croisement de la rue Beethoven et du boulevard Delessert (16e arrondissement) ;
- au siège du Parti communiste français (19e arrondissement).

Les deux acteurs principaux censés avoir une différence d'âge importante dans le film n'ont en réalité que 12 ans d'écart, Virginie Efira étant née en 1977 et Pierre Niney en 1989.

## Musique
Sauf indication contraire ou complémentaire, les informations mentionnées dans cette section proviennent du générique de fin de l'œuvre audiovisuelle présentée ici.
- Into the galaxy par Midnight Juggernauts de 2007.
- I think I like U 2 par Jamaica de 2010.
- Show me now.
- I like it d'Andrew Hughes.
- Set in Stone par Pat Dam Smyth de 2013.
- Bad to the Bone par George Thorogood de 1982.
- Ain't That a Kick in the Head? (en) par Dean Martin de 1960.
- Résiste par France Gall de 1981.
- Plus près des étoiles de Gold.
- Genius of Love (en) par Tom Tom Club de 1981.
- Ice Cream par New Young Pony Club de 2007.
- Mi chiamano Mimì de La Bohème de Giacomo Puccini.
- Total Ringue.
- Zsa Zsa de Ken Moule (en).
- Zahrat el Sahra.
- She Said par ALB de 2013.

### Bande originale
Musiques non mentionnées dans le générique
Par Guillaume Roussel :
- Rio Paris, durée : 33 s.
- Rebelle, durée : 1 min.
- Éloge des..., durée : 1 min 27 s.
- Transformation, durée : 51 s.
- Premiers contacts, durée : 1 min 17 s.
- C'est qui Tracy, durée : 1 min 2 s.
- Première nuit, durée : 1 min 12 s.
- Brutal, durée : 30 s.
- Jeu de piste, durée : 1 min 3 s.
- Tracy, durée : 49 s.
- Sur les berges, durée : 1 min 45 s.

## Accueil

### Sorties
Vingt ans d'écart est sorti le 6 mars 2013 en France et en Belgique. Après quatorze heures d’exploitation, 1 598 spectateurs parisiens l’avaient vu dans dix-sept différentes salles.

### Accueil critique
En France, le site Allociné propose une note moyenne de 3,6⁄5 à partir de l'interprétation de critiques provenant de quatorze titres de presse.

### Box-office
| Pays ou région | Box-office        | Date d'arrêt du box-office | Nombre de semaines |
| -------------- | ----------------- | -------------------------- | ------------------ |
| France         | 1 400 146 entrées | 30 avril 2013              | 8                  |

Le film se trouve, pour la première semaine, à la deuxième place avec 433 517 entrées sur 371 copies dans toute la France, derrière Boule et Bill d'Alexandre Charlot et Franck Magnier (871 475 entrées). Quant à la semaine suivante, il descend à la troisième place pour avoir attiré 407 933 spectateurs, ce qui fait en tout 841 450 entrées en cumul, dépassé par Jappeloup de Christian Duguay en second et Le Monde fantastique d'Oz de Sam Raimi en première place.

## Distinction

### Récompense
- Festival du film de Cabourg 2017 : Swann d'or du meilleur acteur pour Pierre Niney